# Dyakia
Dyakia là một chi thực vật có hoa trong họ Lan.